# Pizza aux sushis
La pizza aux sushis (en anglais : sushi pizza) est un plat canadien originaire de Toronto et une fusion de sushis et de pizzas souvent servie dans la région du Grand Toronto, inventée par Kaoru Ohsada au plus tard en mai 1993 en tant que chef du restaurant de fruits de mer japonais Nami. La base est une galette de riz frit légèrement croustillante mais moelleuse, surmontée d'une couche d'avocat tranché, d'une couche de saumon, de thon ou de crabe tranché, d'un filet de mayonnaise mélangée et de poudre de wasabi. Le nori, le gingembre mariné et les œufs de poisson sont parfois servis comme garniture ou comme accompagnement.
En raison de la popularité et de la grande disponibilité de ce plat à Toronto, il est rapidement devenu l'un des plats emblématiques de la ville, avec le sandwich au peameal bacon.